# I Čing
I Čing, Ji Džing (kitajščina: 易經; staro kitajsko *lek k-lˤeŋ; pinjin: I Ching), znano tudi kot Knjiga sprememb oziroma Knjiga premen, je starodavno prerokovalno besedilo in najstarejše kitajsko klasično delo. Ker ima več kot 2500 letno zgodovino tolmačenj in interpretacij, je I Čing vplivno besedilo, ki ga prebirajo po vsem svetu, in je navdih več svetovnim religijam, psihoanalizi, poslovanju, književnosti in umetnosti, pa tudi znanosti. Izvirno je bilo prerokovalni priročnik iz dobe dinastije Zahodni Džov (1000 – 750 pr. n. št,). V dobi periode bojevajočih držav in v zgodnjem imperialnem obdobju (500 – 200 pr. n. št.) se je spremenilo v kozmološko besedilo z nizom filozofskih tolmačenj znanih kot »Deset kril« (Ši ji, 十翼). Ko se je v 2. tisočletju pr. n. št. zlil v pet klasičnih kitajskih del, je I Čing postal predmet znanstvenih tolmačenj in osnova za prerokovalno prakso skozi stoletja po Daljnem Vzhodu in je tudi imel zelo vplivno vlogo pri zahodnem razumevanju vzhodne misli.
I Čing rabi vrsto prerokovnja imenovano kleromantija, ki tvori navidezno naključna števila. Štiri števila med 6 in 9 so pretvorjena v heksagram, ki se lahko potem pogleda v I Čing in je razvrščen po zaporedju kralja Vena. Interpretacija branj iz knjige I Čing se pretresa že stoletja in mnogo njenih tolmačev obravnava knjigo na simbolični ravni, večkrat za zagotovitev vodila pri moralnem odločanju, kakor učita taoizem in konfucianizem. Sami heksagrami so velikokrat zahtevali kozmološki pomen in so bili povezani z mnogimi drugimi tradicionalnimi imeni za procese sprememb, kot sta jin in jang in vušing (pet elementov).